# Firme y feliz por la unión

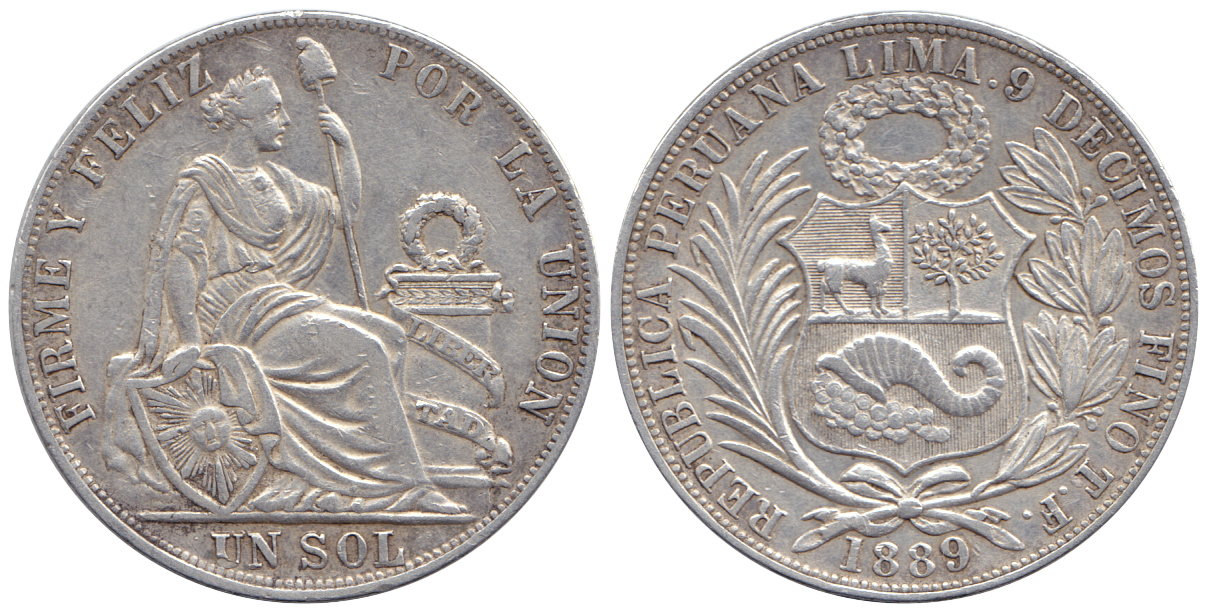
Đồng xu bạc 1889 khắc chữ Firme y feliz por la unión

Firme y feliz por la unión dịch sang tiếng Việt có nghĩa là Vững chắc và hạnh phúc cho Sự thống nhất là một khẩu hiệu được đề cập trên tiền tệ Peru. Nó xuất hiện lần đầu tiên trên đồng xu escudos 8 vàng vào năm 1826 và bằng bạc trên đồng 8 reales vào năm 1825. Đó là trên tất cả các loại tiền tệ mô tả một mặt trời bạc, từ lần đầu tiên được đúc vào năm 1863.